# نوک‌انبری ۸۷۶۵
سیارک ۸۷۶۵ (به انگلیسی: 8765 Limosa، نامگذاری:1274T-2) هشت هزار و هفتصد و شصت و پنجمین سیارک کشف شده‌است که در ۲۹ سپتامبر ۱۹۷۳ کشف شد.
قدر مطلق سیارک برابر ۱۴٫۰۰ است.